# Натовп тіней
«Натовп тіней» (англ. A Crowd of Shadows) — оповідання Чарльза Ґранта видане в 1976 році. Твір отримав премію «Неб'юла» в 1977 році. Оповідь розглядає відносини між людьми і андроїдами, і досліджує нераціональність людства. «Ен-Бі-Сі» мало плани екранізувати твір, але контракт розірвали при зміні керівництва.

## Сюжет
Оповідач відпочиває в поселенні Старбарст біля моря. Одного дня на пляжі він бачить хлопчика з витатуюваним номером на руці та його батьків. В описаному світі, такі тату роблять андроїдам, бо на вигляд їх ніяк не відрізнити від людей. Герой думає що батьки не можуть мати дітей і тому завели андроїда як сина.
Андроїди в суспільстві стали найновішою меншиною, на яку всі могли дивитись зверхньо. Наступного ранку в готелі виявляють тіло чоловіка, з вирваним горлом, який напередодні обізвав хлопчика в ресторані. Вдень знаходять ще одне тіло людини з вм'ятиною в голові. Герой роздумує що це не міг зробити андроїд, так як вони можуть тільки виконувати накази власника, а батьки не зробили б такого через звичайну образу. Ввечері оповідач помічає з вікна натовп тіней на пляжі, і занепокоєний вибігає щоб зупинити їх. Але натовп, який бив хлопчика, розбігається побачивши що він стікає справжньою кров'ю.